# Костёл Святого Михаила (Вильнюс)
Костёл Свято́го Михаи́ла в Вильнюсе (костёл Святого Архангела Михаила; костёл Миколаса; лит. Švento Mykolo bažnyčia, пол. kościół Świętego Michała) — памятник архитектуры с переходными чертами от готики к ренессансу и родовая усыпальница Сапег; располагается в Старом городе неподалёку от ансамбля костёлов бернардинцев и Святой Анны на противоположной стороне улицы Майронё (в межвоенные годы улица Святой Анны, в советское время улица Тесос) у перекрёстка улиц Бернардину (в советское время переулок Пилес) и А. Волано. Официальный адрес ул. Шв. Миколо 9 (Šv. Mykolo g. 9), прежний — ул. Шветимо 13 (Švietimo g. 13), ныне ул. Волано. Ансамбль зданий монастыря, включающий здания храма, монастыря и его хозяйственную постройку, ограду, ворота с колокольней и остатки галереи, включён в Реестр культурных ценностей Литовской Республики и охраняется государством как объект национального значения (код 764). В настоящее время в храме располагается Музей церковного наследия.

## История

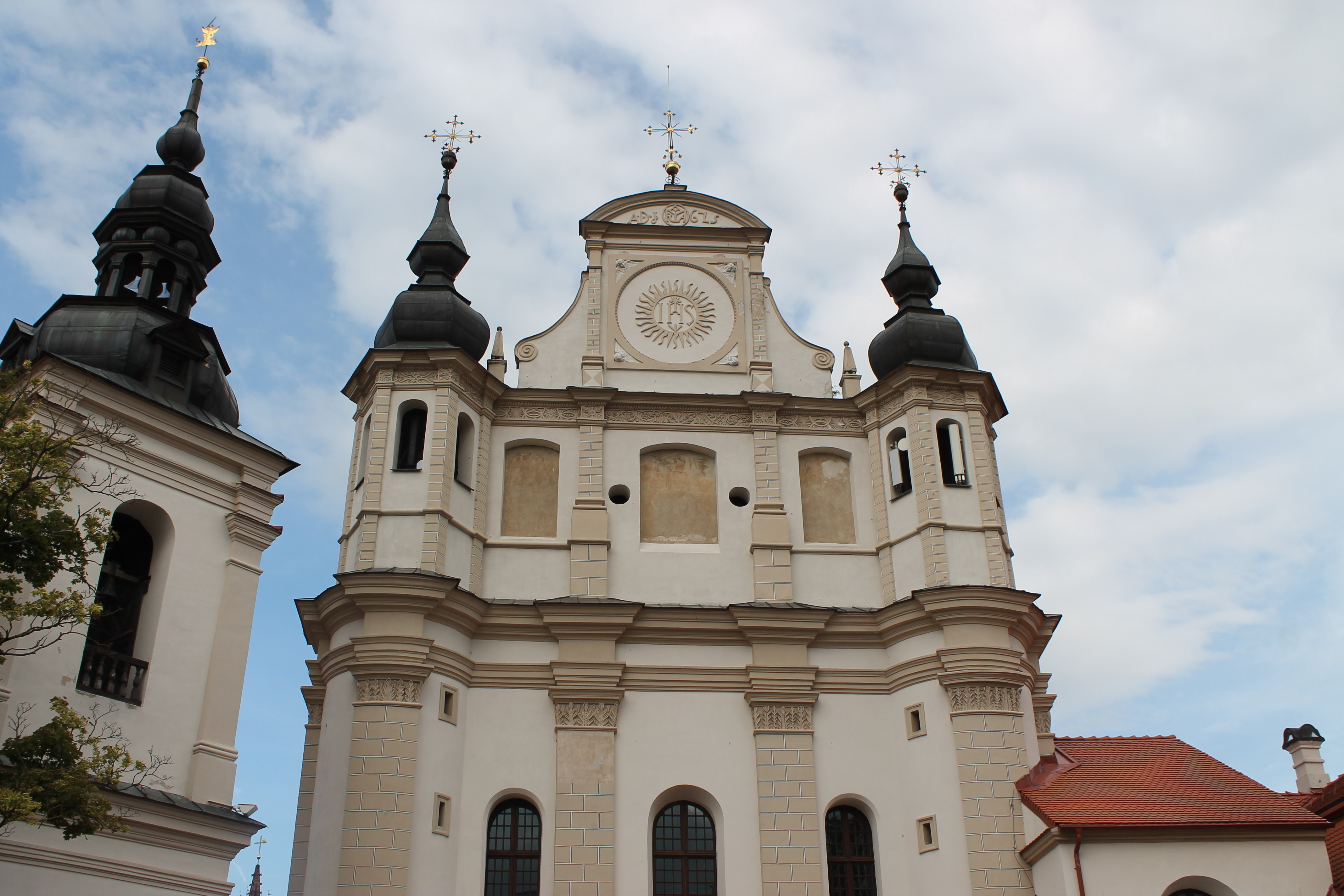
Колокольня и главный фасад

Строительство костёла было начато в 1594 году, когда канцлер, позднее занявший должности великий гетман Великого княжества Литовского, виленский воевода Лев Сапега подарил монахиням бернардинского ордена из обители на Заречье свой дворец, переоборудованный в монастырь для 24 насельниц, и выделил средства на строительство при нём костёла. Строительные работы завершились в 1625 году. Создателем строения считается каменщик Ян Каетка. По другим сведениям, в 1593 году в собственность Льва Сапеги перешёл участок виленской земли неподалёку от костёлов Святой Анны и Святых Бернардина и Франциска, ранее принадлежавший семейству Воловичей. Не прошло и года, как собственник участка передал его монастырю бернардинок (кларисс). 1 октября 1599 года был подписан акт пожертвований монастырю, согласно которому было принято обязательство не только позаботиться о содержании монахинь, но и возвести католический костёл Святого Архангела Михаила, а также жилые и хозяйственные помещения. В свою очередь монахини обязались молиться за короля, сенат, страну и семью фундатора Сапеги. Строительство растянулось на тридцать лет — торжества по освящению прошли 8 сентября 1629 года. Имя воинственного святого Архангела Михаила, необыкновенно популярное в Европе после Тридентского собора, должно было выразить триумф Католической церкви в борьбе за заблудшие души верующих. 

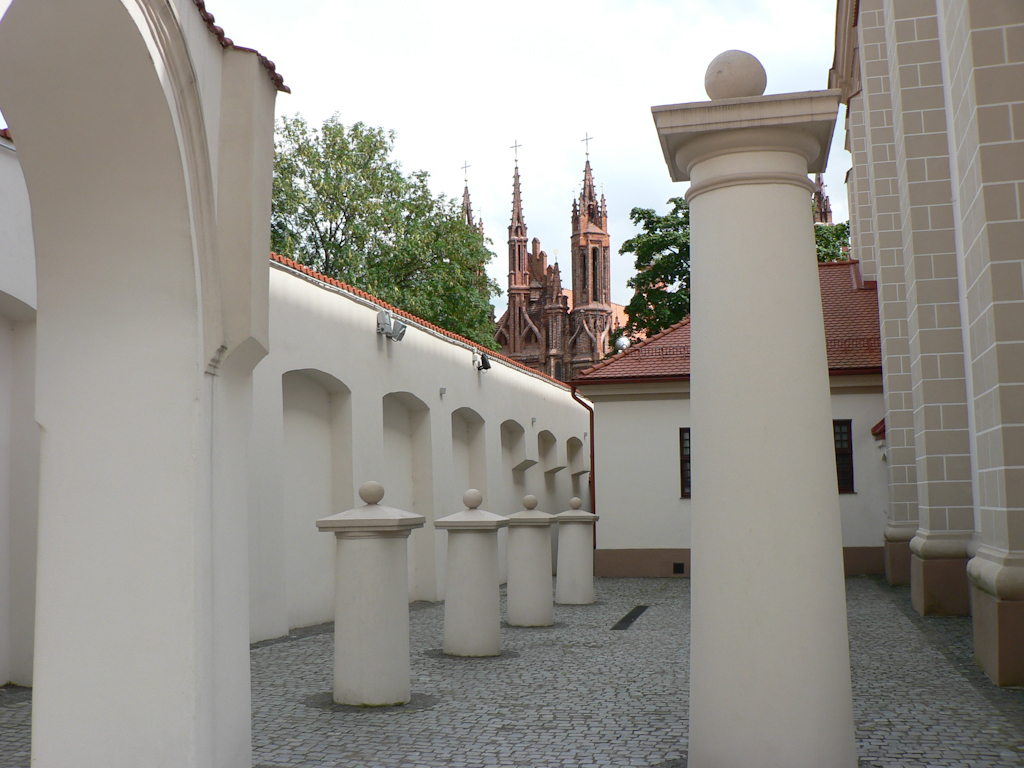
Остатки былой галереи во дворе

В 1655 году костёл сильно пострадал при нашествии казаков во время польско-русской войны; храм был разграблен и сожжён. У восстановленного в 1662—1663 годах костёла появился барочный западный фасад и боковые башни. С тех пор здание при неоднократных ремонтах менялось мало.
В конце XVII века (по другим сведениям в 1715 году) была возведена отдельная колокольня в барочном стиле.
В 1703 году к костёлу была пристроена галерея с дорическими колоннами, остатки которой в виде ряда ничего не подпирающих столбов сохранились во дворе храма по сей день. Высокая северная стена двора была сооружена в 1874 году при прокладке улицы Святой Анны и обустройстве небольшой площади перед костёлом Святого Михаила.
С костёлом связан знаменательный эпизод межконфессиональной борьбы первой половины XVII века: в сентябре 1639 года на крестинах у жившего неподалёку от костёла реформатского министра Сурновского подпившие гости вздумали стрелять в галок, сидевших на крыше соседнего кальвинского сбора.

Случайно одна пуля попала в икону Богородицы, нарисованную на фронтоне костёла Св. Михаила; другая пробила стёкла и упала в галерею с органом. Монахини, жившие при этом костёле, ударили в набат. Собрались толпы народа, явились иезуитские студенты, начался штурм евангелического собора, многих изувечили и ранили, один шляхтич был убит, некоторые дома и жилища кальвинистов разграблены. Виленский воевода, князь Христофор Радзивилл выслал отряд войска, который разогнал толпу, хотя, конечно, и со стороны войска были бесчинства. Дело об этом рассматривалось даже на сейме. Кальвинский сбор приказано закрыть и потом дозволено построить новый за чертою города (за Трокскими воротами, насупротив нынешнего сбора, где дома евангелического духовенства и виднеются уцелевшие памятники бывшего здесь кладбища.

Российские власти в 1864 году упразднили монастырь на Заречье (и устроили в нём ночлежный приют), сёстры из которого перешли в монастырь Михаила Архангела. В 1885 или в 1886 году был закрыт и этот монастырь; остававшиеся к тому времени три монахини были переведены в бернардинский монастырь при костёле Святой Екатерины, а здание было передано женской гимназии. В 1888 году костёл был закрыт.
В 1905 году семейству Сапег удалось вернуть костёл как родовую собственность. В том же году храм был обновлён краковским архитектором и реставратором Зыгмунтом Генделем По другим сведениям, костёл реставрировался под руководством архитектора Зыгмунта Генделя из Кракова, руководившего также реставрацией собора на Вавеле, в 1906—1912 годах . В костёле возобновились службы. 
После 1919 года в монастырь вернулись бернардинки и возобновили костёл. В помещениях монастыря располагались католические организации.

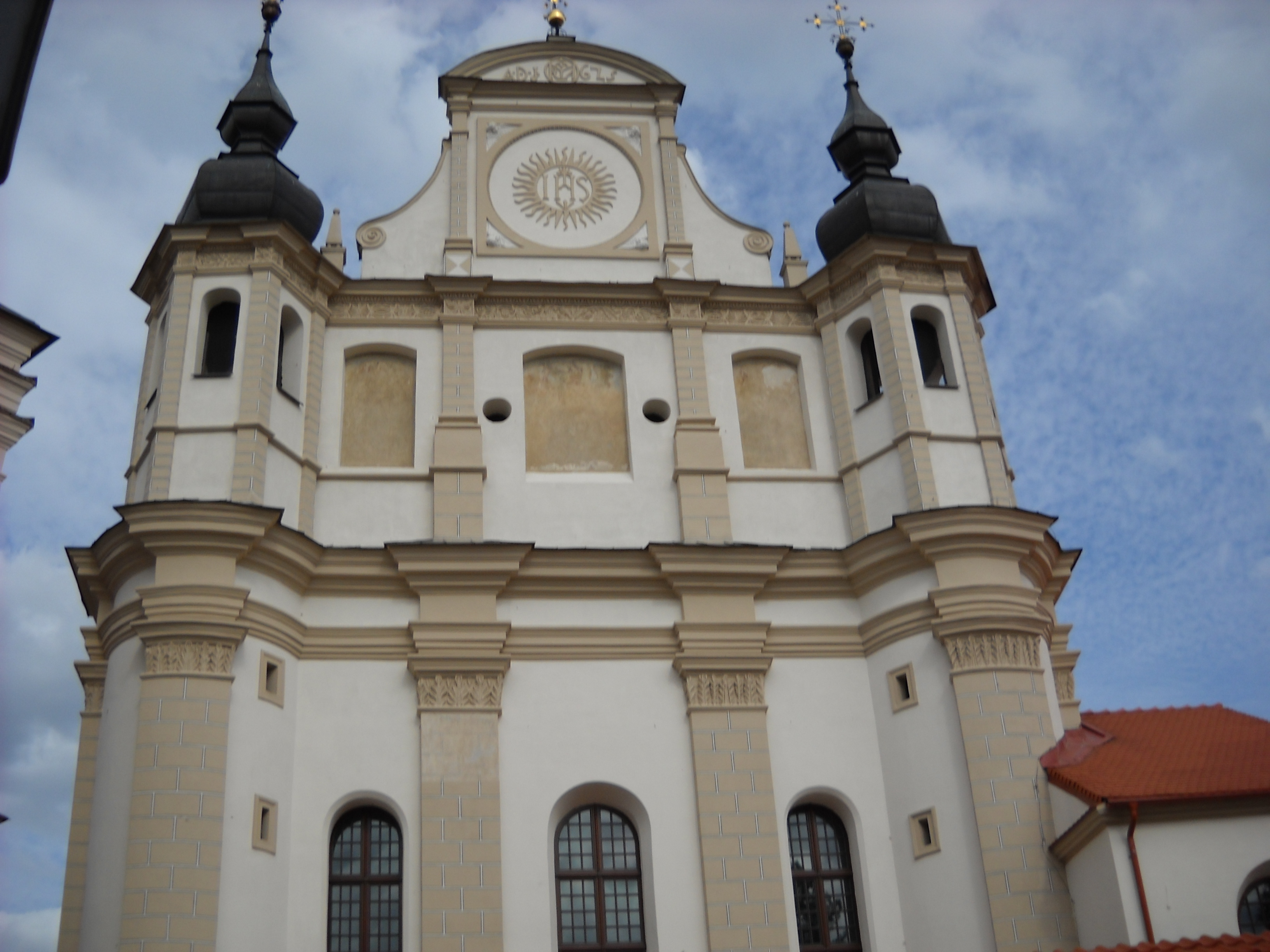
Главный фасад

В 1948 году храм был закрыт. В советское время он значился памятником архитектуры всесоюзного значения и был передан учреждённому в 1968 году Архитектурному музею. В храме в 1972 году была расположена экспозиция, в помещениях бывшего монастыря — отдел исторических исследований Института консервации памятников Литовской ССР и отделы музея. В 1993 году весь ансамбль был передан курии Вильнюсской архиепископии, позволившей музею пользоваться помещениями. В 2006 году церковные власти начали ремонт. Приказом Министерства культуры Литвы Архитектурный музей был ликвидирован. По завершении ремонта в храме 18 октября 2009 года был открыт Музей церковного наследия (учреждённый 7 октября 2005 года декретом вильнюсского архиепископа митрополита кардинала Аудриса Юозаса Бачкиса, музей провёл несколько выставок в Литовском национального музея, Королевском замке в Варшаве и в краковском Вавельском замке).

## Фасад

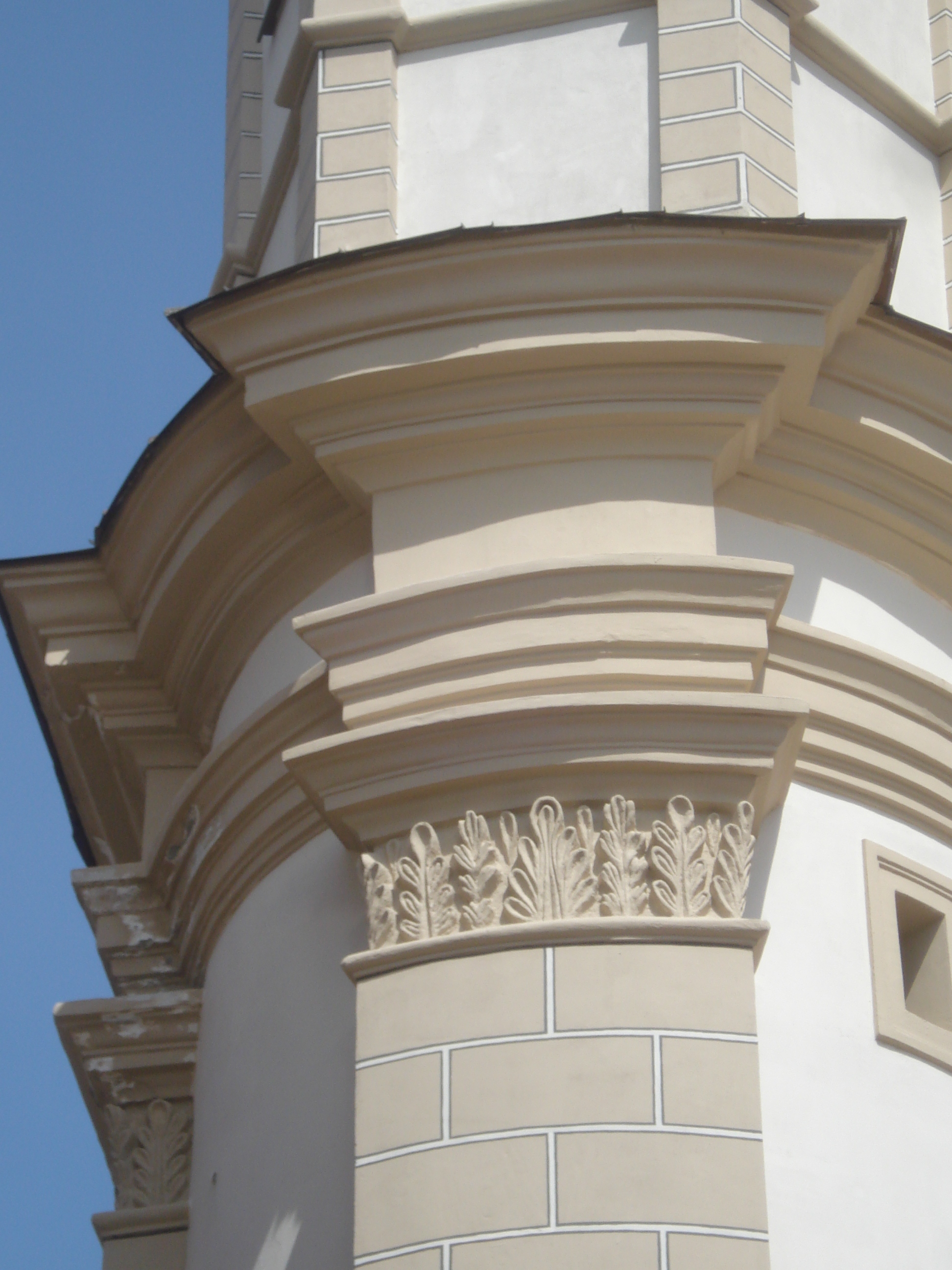
Капитель угловой пилястры

Костёл однонефный прямоугольного плана, длиной 30 м и шириной 13,5 м. Цилиндрические своды возвышаются на 15,5 м. Костёл строился в переходный период от готики к ренессансу; это отразилось в его элементах. Черты готики сохранились в укреплённых контрфорсами стенах, характерных узких окнах, высокой крутой черепичной крыше.
Черты ренессанса преобладают в декоре фасада (и ещё более отчетливы в интерьере) — в округлённом верхе окон, дверных проёмах, горизонтальных членениях фасада профилированными кирпичами.
Главный барочный фасад членится двумя широкими полосами карнизов на три яруса. Пилястры между окнами первого яруса украшает орнамент из стилизованных веточек руты (вместо обычного аканта). Во втором ярусе окна лишь в башнях; простенки заполнены тремя неглубокими нишами, в которых прежде были фрески. В сравнительно небольшом фронтоне фасада располагается круг с эмблемой и годом окончания строительства «1625» над ним.

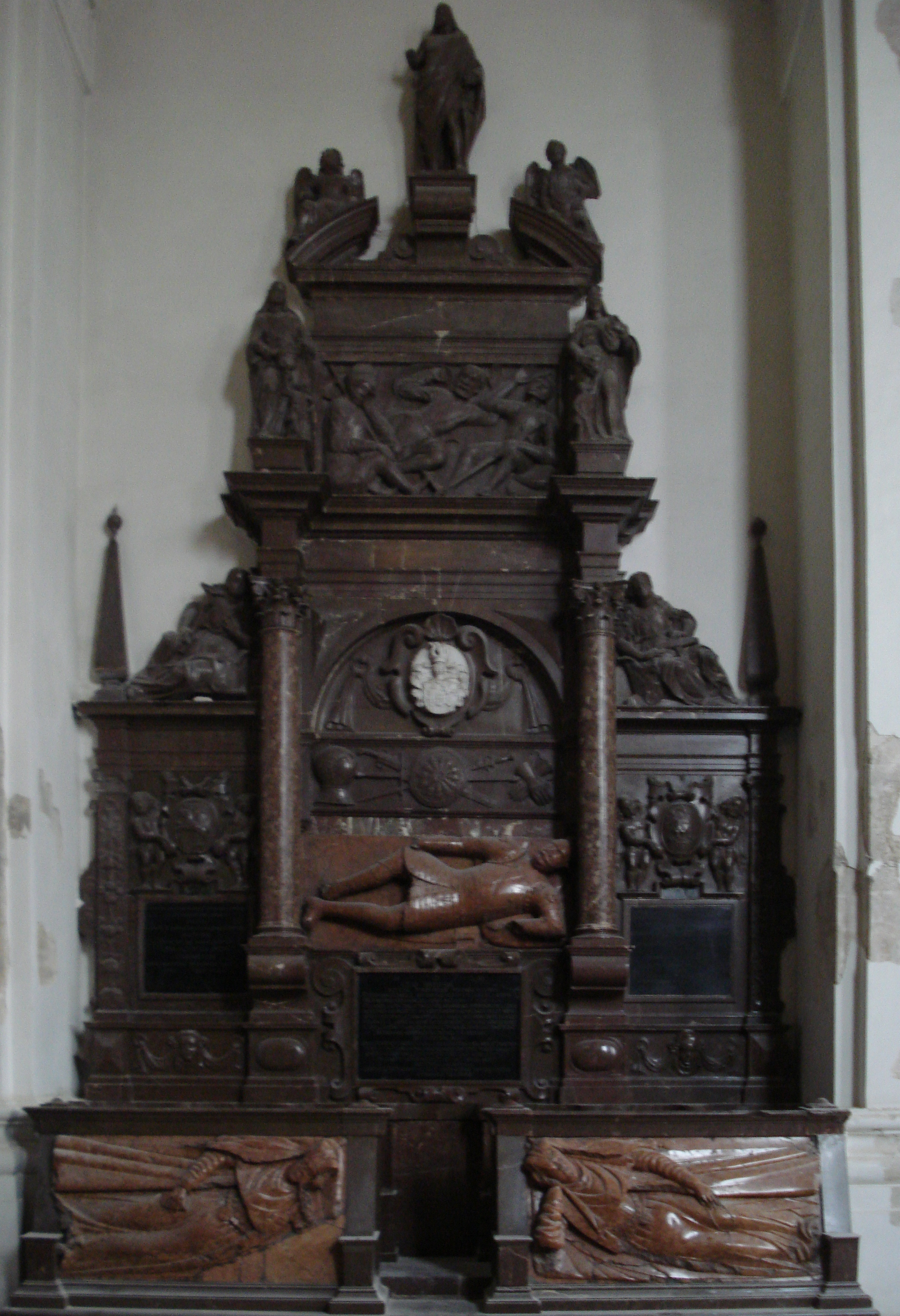
Памятник Льва Сапеги и его жён

## Интерьер
Светлое внутреннее помещение перекрыто характерным для ренессанса цилиндрическим сводом с люнетами. Свод декорирован симметричным рельефным орнаментом из розеток, цветов, звёзд. На фоне светлых стен выделяются мраморные алтари и надгробные памятники, обильно украшенные скульптурами.
Разноцветный главный алтарь чёрного, красного, зелёного, бронзового мрамора относится к XVII веку. Три боковых белых, с позолотой, алтаря представляют рококо XVIII века.

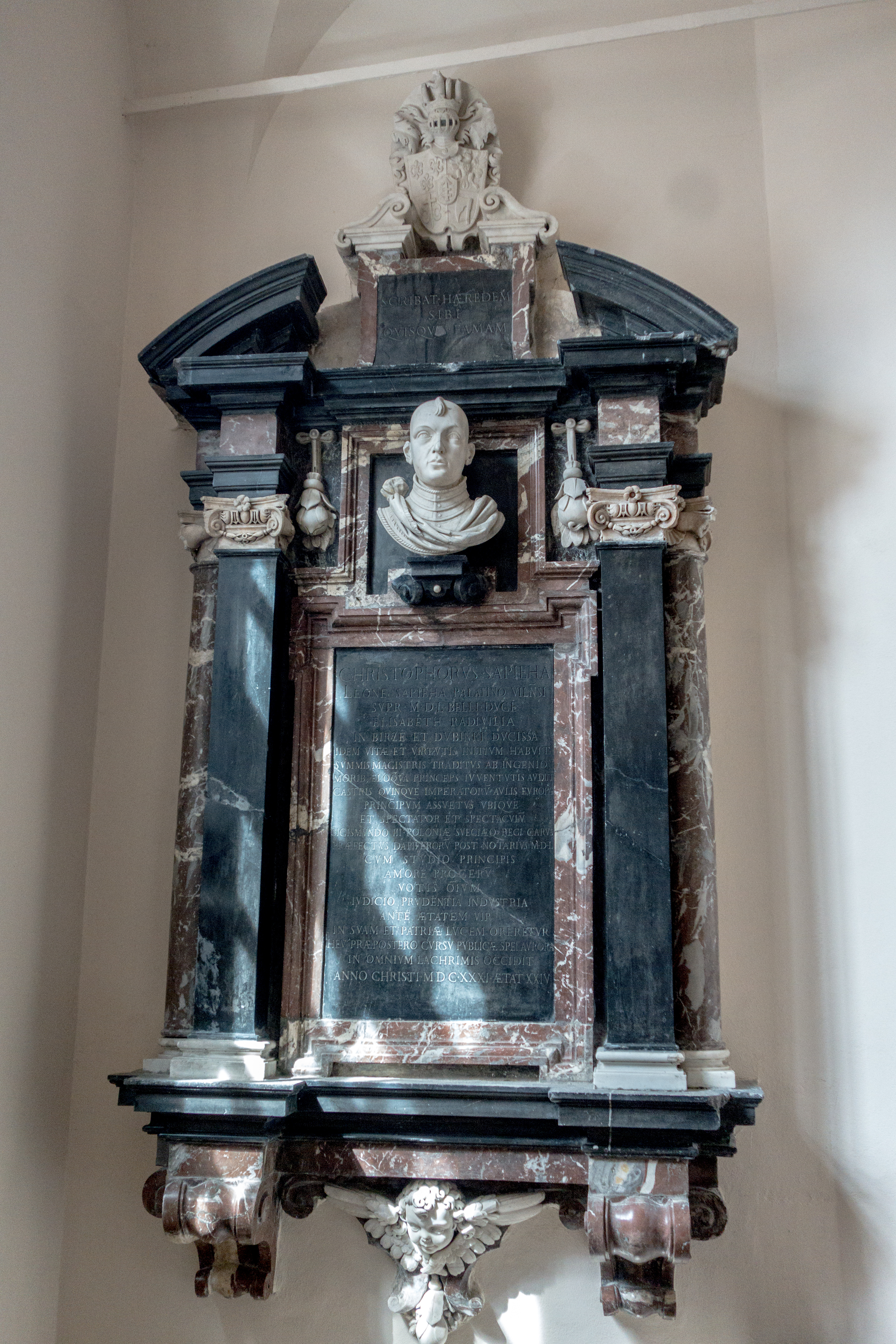
Эпитафия Христофора Михаила Сапеги
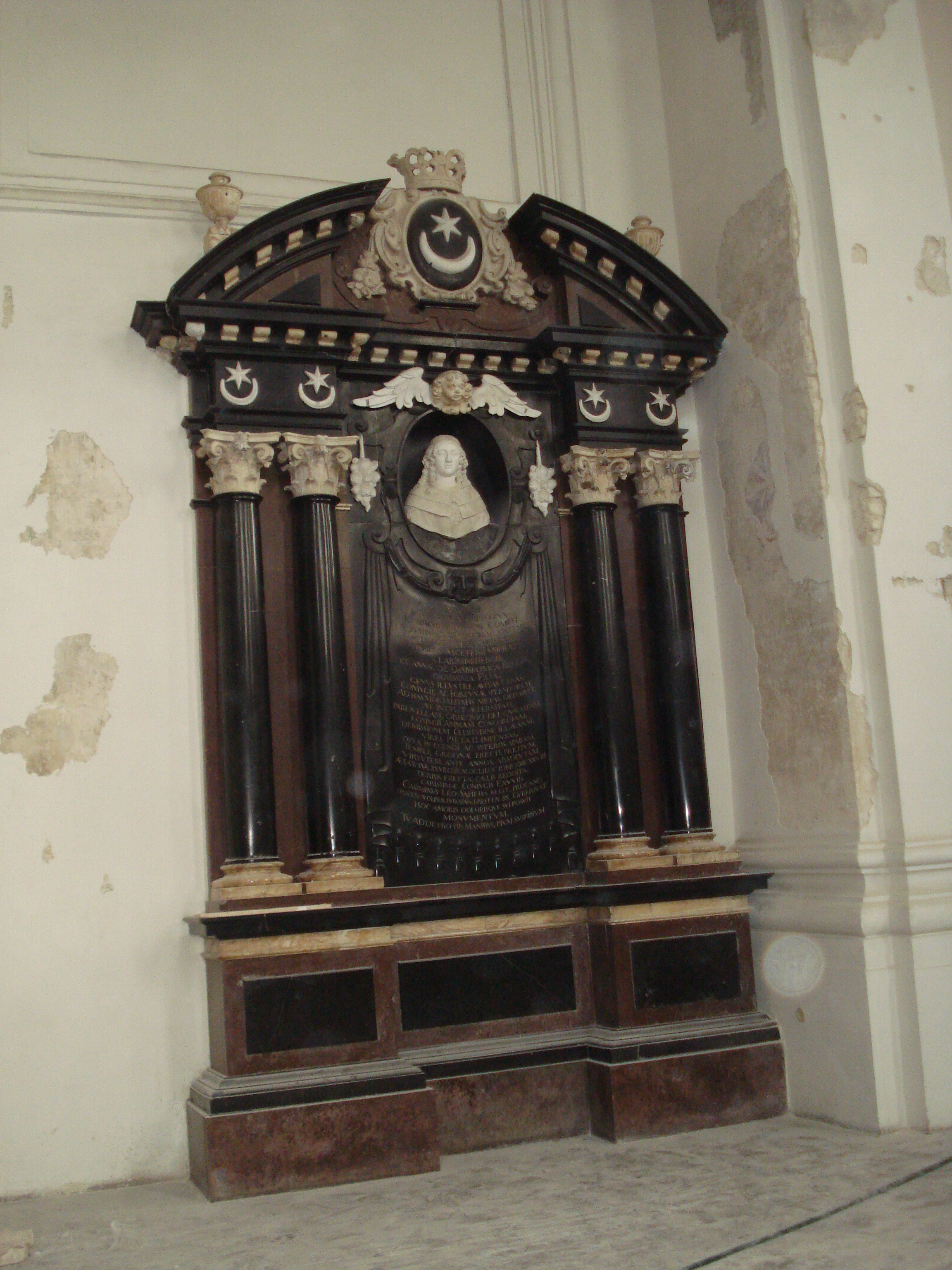
Памятник Теодоры Кристины Сапеги
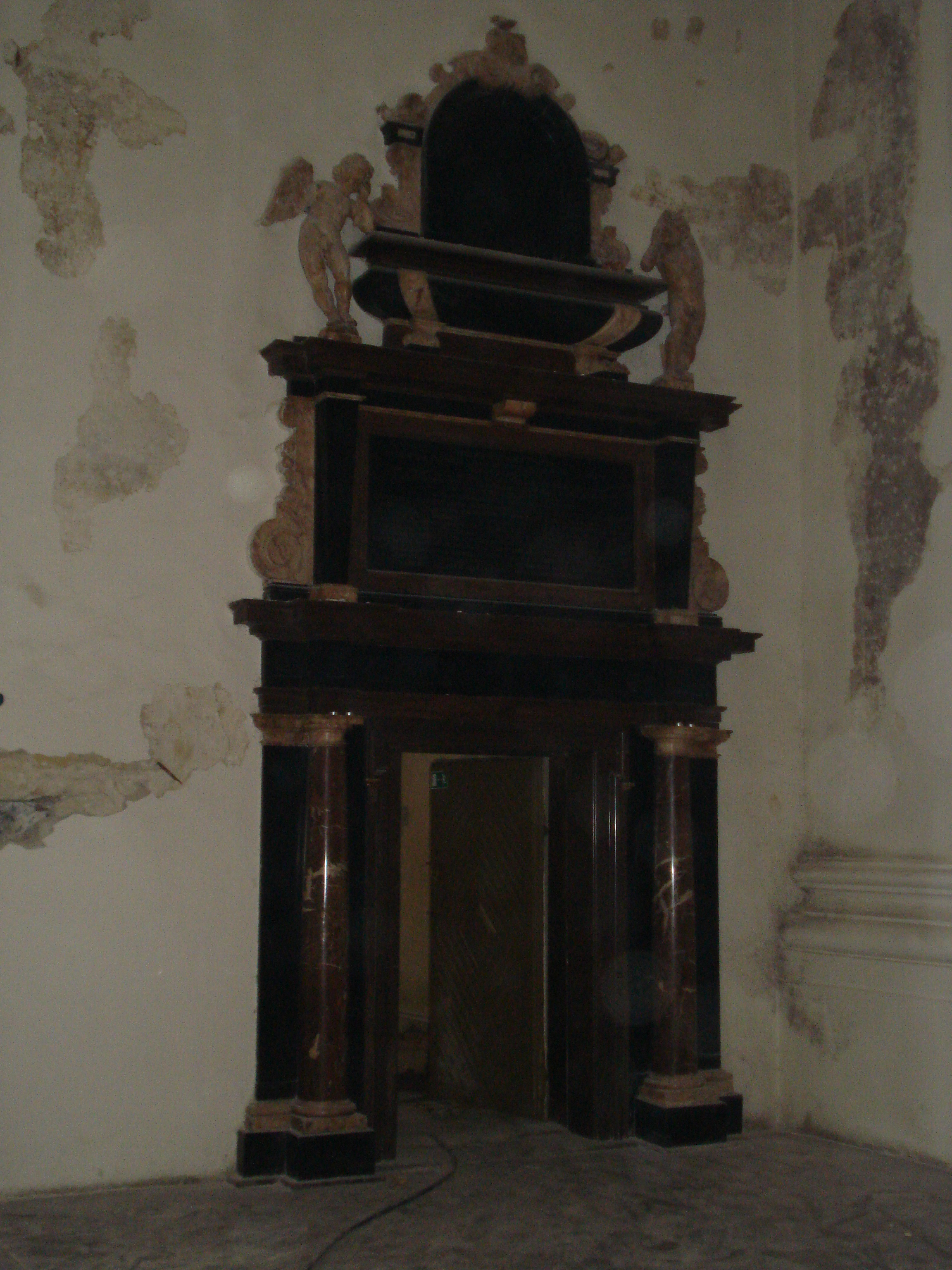
Эпитафия Яна Станислава Сапеги

С самого начала костелу была предназначена важная функция мавзолея для рода Сапег, и это был первый такого рода храм в Литве. В храме справа от главного алтаря сохранился надгробный памятник фундатора костёла Льва Сапеги (умер в 1633 году), его двух жён Елизаветы, урождённой Радзивилл, и Дороты, урождённой Фирлей, с их скульптурными изображениями и эпитафиями.
Эпитафию подстолия великого литовского и писаря великого литовского Христофора Михаила Сапеги, рано умершего в 1631 году сына Льва Сапeги, создал один из итальянских скульпторов, работавших в Вильно в первой половине XVII века, предположительно Константино Тенкалла или его брат Якопо Тенкалла. Этому произведению свойственна чистота стиля и мастерская композиция, в которой выделяется белый мраморный бюст юноши, отмеченный индивидуальными чертами.
Помимо того, в костёле находятся мраморные памятники сына Льва Сапеги Яна Станислава Сапеги (умер в 1635 году) и Теодоры Кристины Сапеги из рода Тарновских (умерла в 1652 году), другие надгробные памятники вельможного рода. Монументальный надгробный памятник Теодоры Кристины, жены подканцлера литовского Казимира Льва Сапеги, отличается роскошью и изяществом. Белый мраморный бюст с тщательной передачей прически и одежды эпохи изображает молодую женщину. В надгробии несколько раз повторяется родовой герб Лелива, вписанный между пластично и точно выполненными декоративными деталями. Этот мемориальный памятник создали архитектор итальянского происхождения Джованни Баттиста Гислени и недолгое время работавший в Вильно римский скульптор Джованни Франческо Росси, который создал также бюст виленского епископа Юрия Тышкевича в виленском Кафедральном соборе Святого епископа Станислава и Святого Владислава.
Над входом в крипту установлена мраморная эпитафия маршалка великого литовского Яна Станислава Сапеги (1588—1635), составляющая часть портала.
Прах Сапег покоится в крипте под алтарём.

## Колокольня

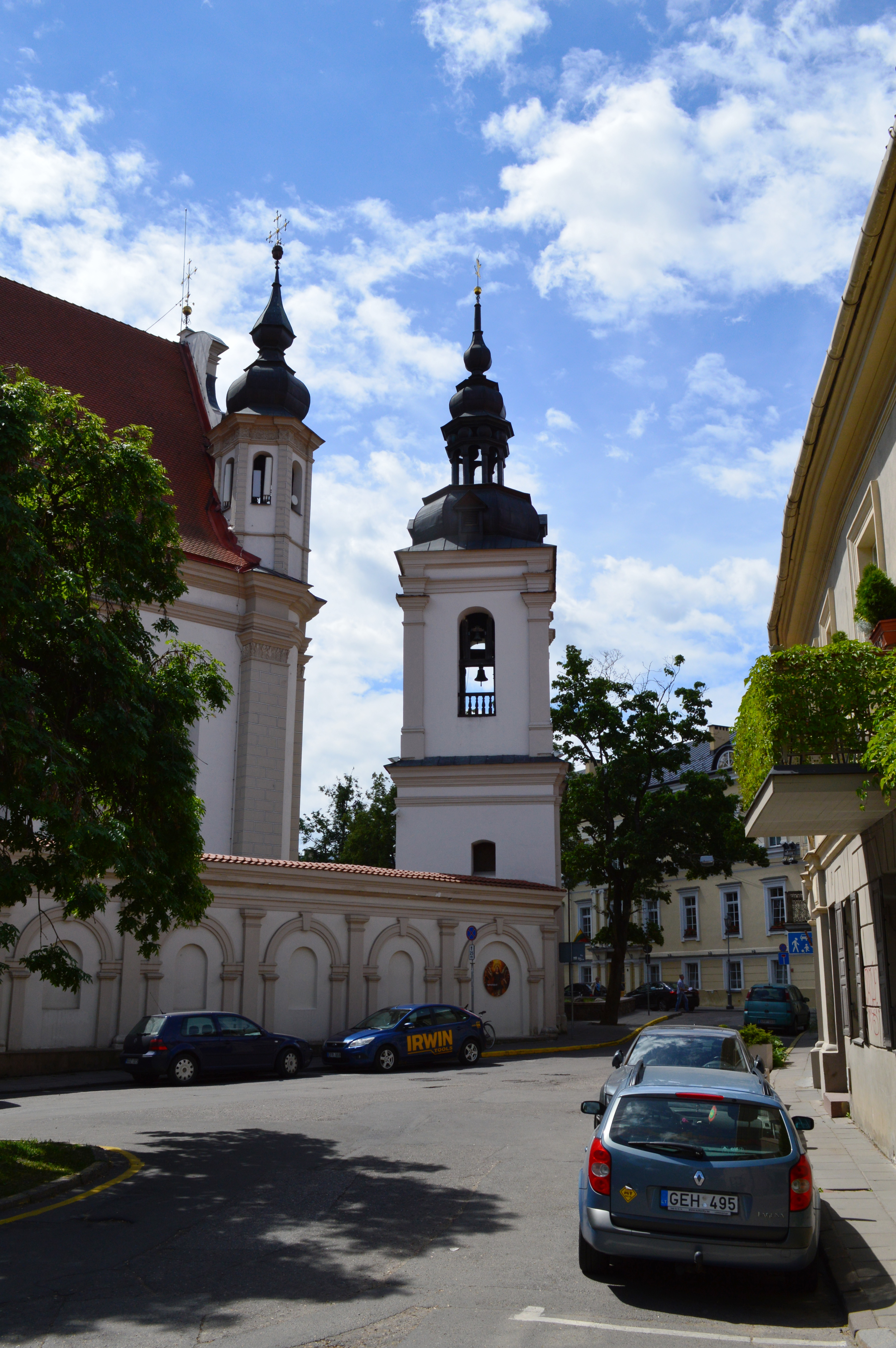
Колокольня

Колокольня возвышается в некотором отдалении в углу над воротами во двор костёла. Невысокая колокольня в плане прямоугольная, сдержанных форм. Её изящная лёгкая башенка гармонирует с угловыми башенками главного фасада.